# Victoriano Sánchez Arminio
Victoriano Sánchez Arminio (Santander, Cantabria, 26 de junio de 1942-Santander, 21 de mayo de 2023) fue un árbitro de fútbol español. Desde 1993 hasta 2018 fue el presidente del Comité Técnico de Árbitros de la Real Federación Española de Fútbol.

## Trayectoria

### Como árbitro

#### En España
Sánchez Arminio trabajaba como representante de la empresa alimenticia Kraft cuando debutó en la Primera División de España, la temporada 1976-77. Su primer partido en la competición fue el disputado entre el CD Málaga y la UD Salamanca el 11 de septiembre de 1976. Pitó en la máxima categoría durante trece campañas consecutivas, dirigiendo un total de 149 encuentros hasta su retirada, por motivos de edad, en 1989. 
A lo largo de su carrera fue designado para arbitrar tres finales de la Copa del Rey: en 1982, en 1986 y la de 1989, que fue su partido de despedida.

#### Internacional
En 1978 fue nombrado árbitro internacional y en 1981 obtuvo la escarapela FIFA. Su debut en un gran evento internacional fue en el Mundial de España de 1982, como juez de línea de Lamo Castillo. En 1984, arbitró en los Juegos Olímpicos de Los Angeles y un año más tarde en el Mundial Juvenil. En 1986 fue el árbitro español elegido por la RFEF para el Mundial de México, donde sólo pitó un encuentro de la primera fase, entre Argentina y Corea del Sur.
En 1989, la temporada de su retirada, arbitró el partido de vuelta de la final de la Copa de la UEFA, entre SSC Napoli y VfB Stuttgart.

### Tras su retirada
Nada más retirarse, Ángel María Villar, presidente de la Federación Española, le hizo miembro del Comité de designación de árbitros. El 15 de marzo de 1993 el propio Villar le nombró presidente del máximo organismo arbitral del fútbol español, el Comité Técnico de Árbitros (por entonces Comité Nacional de Árbitros), para reemplazar al dimisionario Pedro Sánchez Sanz. El 18 de mayo de 2018, Luis Rubiales, presidente de la RFEF anunció su cese tras veinticinco años en el cargo.
Ha sido también instructor de la FIFA para árbitros.
Falleció el 21 de mayo de 2023, a la edad de ochenta años por cáncer de pulmón.

## Premios
- Premio Don Balón (1): 1988-89.
- Silbato de oro de Primera División (1): 1981.
- Silbato de plata de Primera División (2): 1978 y 1986.